# Kabupaten Pangkajene Dan Kepulauan
Kabupaten Pangkajene Dan Kepulauan (indonesiska: Kabupaten Pangkajene dan Kepulauan, engelska: Pangkajene Islands Regency) är ett kabupaten i Indonesien.   Det ligger i provinsen Sulawesi Selatan, i den centrala delen av landet, 1 400 km öster om huvudstaden Jakarta. Antalet invånare är 305 737. Arean är 1 236 kvadratkilometer.
Terrängen i Kabupaten Pangkajene Dan Kepulauan är varierad.